# Kalbelesee
Kalbelesee är en sjö i Österrike.   Den ligger i distriktet Bregenz och förbundslandet Vorarlberg, i den västra delen av landet, 500 km väster om huvudstaden Wien. Kalbelesee ligger 1 652 meter över havet.
Trakten runt Kalbelesee består i huvudsak av gräsmarker. Runt Kalbelesee är det ganska tätbefolkat, med 52 invånare per kvadratkilometer.